# I juletid (musikalbum)
I juletid är en julskiva av Göteborgs Gosskör och Fredrik Sixten som dirigent. Skivan spelades in 1999 och skivan medverkar solisten Stefan Ljungqvist.

## Låtlista
Alla sånger är traditionella om inget annat anges
1. "Goder morgon i denna sal" – 0:56
2. "Militärmarsch" (Franz Schubert) – 0:58
3. "Ser du stjärnan i det blå" (Musik: Leigh Harline; text: Ned Washington – svensk text: Anita Halldén) – 2:15
4. "Bella Notte" (Sonny Burke, Peggy Lee – svensk text: Gardar Sahlberg, Karl Lennart) – 1:24
5. "From All of Us" (Wallace) – 0:55
6. "Staffansvisan" – 1:06
7. "Nu så är det jul igen" (Alice Tegnér) – 1:25
8. "Tomtarnas julnatt" (Musik: Vilhelm Sefve-Svensson – text: Alfred Smedberg) – 2:07
9. "Jingle Bells" (James Lord Pierpont) – 2:15
10. "The Christmas Song" (Musik: Bob Wells – text: Mel Tormé) – 3:00
11. "Jul, jul, strålande jul" (Musik: Gustaf Nordqvist – text: Edvard Evers) – 2:29
12. "O du glada juletid" – 1:51
13. "Knalle Juls vals" (Evert Taube) – 2:48
14. "Still, still, still" – 4:22
15. "Himlen hänger stjärnsvart" – 1:57
16. "Juletid" (Musik: Gustaf Nordqvist – text: Paul Nilsson) – 1:40
17. "Domaredansen" – 1:48
18. "Tjuven" – 1:43
19. "Julbocken" (Alice Tegnér) – 1:30
20. "God jul" – 2:24
21. "Sleigh Ride" (Musik: Leroy Anderson – text: Mitchell Parish) – 3:49
22. "We Wish You a Merry Christmas" – 1:54
23. "White Christmas" (Irving Berlin) – 3:23
24. "Julpotpurri" – 6:47

## Medverkande
- Göteborgs Gosskör — sång
- Fredrik Sixten — dirigent
- Stefan Ljungqvist — solist
- Lennart Palm — orgel
- Thomas Lagerberg - piano